# الجرنافة
الجرنافة قرية سعودية، تتبع محافظة وادي الفرع التابعة لإمارة لمنطقة المدينة المنورة. تقع في جنوب المدينة المنورة على طريق الهجرة السريع ، وتبعد عنها قرابة 160 كم.